# Батала
Бата́ла (англ. Batala, в.-пандж. ਬਟਾਲਾ) — город в северной части штата Пенджаб, Индия. Расположен на территории округа Гурдаспур.

## География
Абсолютная высота — 248 метров над уровнем моря. Расположен в 32 км к юго-западу от административного центра округа, города Горакхпур и в 38 км к северо-востоку от Амритсара.

## Экономика и транспорт
Батала — крупный промышленный город, экономика которого основана на производстве станков и шерстяных изделий. Национальное шоссе № 15 соединяет Баталу с территорией штата Гуджарат (на юге) и с городом Патханкот (на севере). Через город проходит железнодорожная ветка Амритсар — Патханкот. Ближайший аэропорт находится в Амритсаре.

## Население
По данным на 2013 год численность населения составляет 183 314 человек.
Динамика численности населения города по годам:
| 1991   | 2001    | 2013    |
| ------ | ------- | ------- |
| 86 006 | 125 677 | 183 314 |